# Dubova, Storojineț
Dubova (în ucraineană Дубове, transliterat Dubove) este un sat în raionul Storojineț din regiunea Cernăuți (Ucraina), depinzând administrativ de comuna Mihalcea. Are 750 locuitori, preponderent ucraineni.
Satul este situat la o altitudine de 279 metri, în partea de nord-est a raionului Storojineț.

## Istorie
Localitatea Dubova a făcut parte încă de la înființare din regiunea istorică Bucovina a Principatului Moldovei. În ianuarie 1775, ca urmare a atitudinii de neutralitate pe care a avut-o în timpul conflictului militar dintre Turcia și Rusia (1768-1774), Imperiul Habsburgic (Austria de astăzi) a primit o parte din teritoriul Moldovei, teritoriu cunoscut sub denumirea de Bucovina.   
După anexarea Bucovinei de către Imperiul Habsburgic în anul 1775, localitatea Dubova a făcut parte din Ducatul Bucovinei, guvernat de către austrieci. După Unirea Bucovinei cu România la 28 noiembrie 1918, satul Dubova a făcut parte din componența României, în Plasa Cosminului a județului Cernăuți. 
Ca urmare a Pactului Ribbentrop-Molotov (1939), Bucovina de Nord a fost anexată de către URSS la 28 iunie 1940, reintrând în componența României în perioada 1941-1944. Bucovina de Nord a fost reocupată de către URSS în anul 1944 și integrată în componența RSS Ucrainene. 
Începând din anul 1991, satul Dubova face parte din raionul Storojineț al regiunii Cernăuți din cadrul Ucrainei independente. Conform recensământului din 1989, numărul locuitorilor care s-au declarat români plus moldoveni era de 8 (5+3), adică 0,99% din populația localității . În prezent, satul are 831 locuitori, preponderent ucraineni.

## Demografie
Componența lingvistică a localității Dubova
     Ucraineană (98,68%)
     Alte limbi (1,32%)
Conform recensământului din 2001, majoritatea populației localității Dubova era vorbitoare de ucraineană (98,68%), existând în minoritate și vorbitori de alte limbi.
1989: 810 (recensământ)
2007: 831 (estimare)